# Эрмело
Эрмело (нидерл. Ermelo, нидерл. н.-сакс. Armelo) — община и город в провинции Гелдерланд и лесном районе Велюве, в восточных Нидерландах. Получил городские права в 1863 году. Население в 2021 году составляло 27 016 человек.

## История
Известно, что город существует по крайней мере с 855 года, когда название Эрмело впервые появилось в юридическом документе. Однако присутствие человека в этом районе восходит к более ранним временам, и в этом районе было сделано много археологических находок культуры колоколовидных кубков.
Долгое время город, скорее всего, состоял из нескольких ферм и некоторых других зданий, таких как ветряная мельница и церковь, и не сильно разрастался до 19 века. В 1830 году была построена дорога, чтобы сделать эту часть Велюве более доступной, а в конце 19 века в городе была построена железнодорожная станция. Поскольку железнодорожная станция находилась на некотором расстоянии от тогдашнего центра города, была построена дорога, Stationsstraat, которая сейчас считается центром города. После Второй мировой войны нехватка домов привела к быстрому росту Эрмело. В 1973 году Нунспит стал отдельным муниципалитетом, хотя до этого был частью Эрмело. В 2005 году Эрмело отпраздновал свое 1150-летие. На празднествах выступали различные артисты со всей страны. Классическая ветряная мельница 1863 года постройки, расположенная в центре города, названная De Koe (Корова), частично сгорела в 1990 году после удара молнии, но была восстановлена до рабочего состояния в конце 2008 года. Ночной клуб переехал из-за полной реконструкции.

## Отдых
В лесах, окружающих Эрмело, есть много кемпингов, которые являются популярным местом для проживания, в основном, голландских и немецких туристов. Велоспорт по лесам и пустошам является популярным занятием, особенно летом. Близлежая река Велюве позволяет отдыхать на воде или на пляже. В центре города находятся различные бары и рестораны, а также туристический информационный центр.
В Эрмело проводятся различные музыкальные фестивали, такие как Fête de la Musique, Multipop и Международный фестиваль буги-вуги. В 2010 году в последнем среди прочих выступили пианист Литтл Вилли Литтлфилд и саксофонист Биг Джей Макнили.

## Транспорт
Железнодорожная станция города расположена недалеко от центра города, поезда обычно отправляются каждые 30 минут в течение дня как на север в сторону Зволле, так и на юг в сторону Амерсфорта
и Утрехта. На машине можно легко добраться по шоссе A28, которое проходит к западу от города, и по провинциальной дороге N303, которая проходит через город. Через город также проходят различные автобусные маршруты. До Хорста, Гелдерланд легко добраться по A28. Паром только для пешеходов и велосипедистов курсирует между пляжем Хорст и Зеволде, пересекая реку Велюве.

## Спорт
В Эрмело находятся различные спортивные клубы. Во время чемпионата Европы УЕФА 2000 года сборная Португалии по футболу остановилась в Эрмело и играла против одного из местных клубов, DVS '33. Этот клуб организует ежегодный международный турнир для молодых игроков. Испанская футбольная команда Ла Лиги Valencia CF регулярно использовала Эрмело в качестве базы для своих предсезонных тренировок и провела ряд матчей на местном стадионе против других приезжих клубов из Европы, таких как Lokomotiv Sofia в 2007 году и Fenerbahçe в 2006 году. В мае 2009 года стало ясно, что планы по слиянию DVS'33, EFC '58 и KC Ermelo были отменены. Национальный конный центр Национальной федерации конного спорта Нидерландов (KNHS) также находится в Эрмело. В 2009 году здесь прошли чемпионат Европы по выездке среди юниоров и молодых всадников, чемпионат мира среди молодых лошадей по выездке, чемпионат Нидерландов по выездке и различные международные чемпионаты по конному спорту.

## Известные люди
Ева и Авраам Бим (1932 и 1934 - 1944) голландские еврейские брат и сестра, жили в Эрмелло; умерли от отравления газом в концентрационном лагере Освенцим.
Бернард Виллем Холтроп (родился в 1941 году в Эрмелло) голландский карикатурист, живущий во Франции.
Бас Ян ван Бохове (родился в 1950 году в Эрмелло) бывший голландский политик и педагог.
Вернер Фогельс (родился в 1958 году в Эрмелло) является главным техническим директором и вице-президентом Amazon.
Рейнетт Клевер (родилась в 1967 году) голландский политик и бывший управляющий активами; живет в Эрмелло.
Ольгер ван Дейк (родился в 1979 году), голландский политик.

### Спорт
Хендрика Тиммер (1926–1994) — голландская шахматистка, выросла в Эрмело.
Петер Буве (родился в 1957 году в Ставердене) — голландский футболист, завершивший карьеру, сыграл 276 матчей за сборную.
Аарт Вирхаутен (родился в 1970 году в Эрмело) — голландский бывший профессиональный велогонщик.
Мартин ван дер Спул (родился в 1971 году в Эрмело) — бывший пловец, участвовал в летних Олимпийских играх 1996 года.